# Biologia del desenvolupament

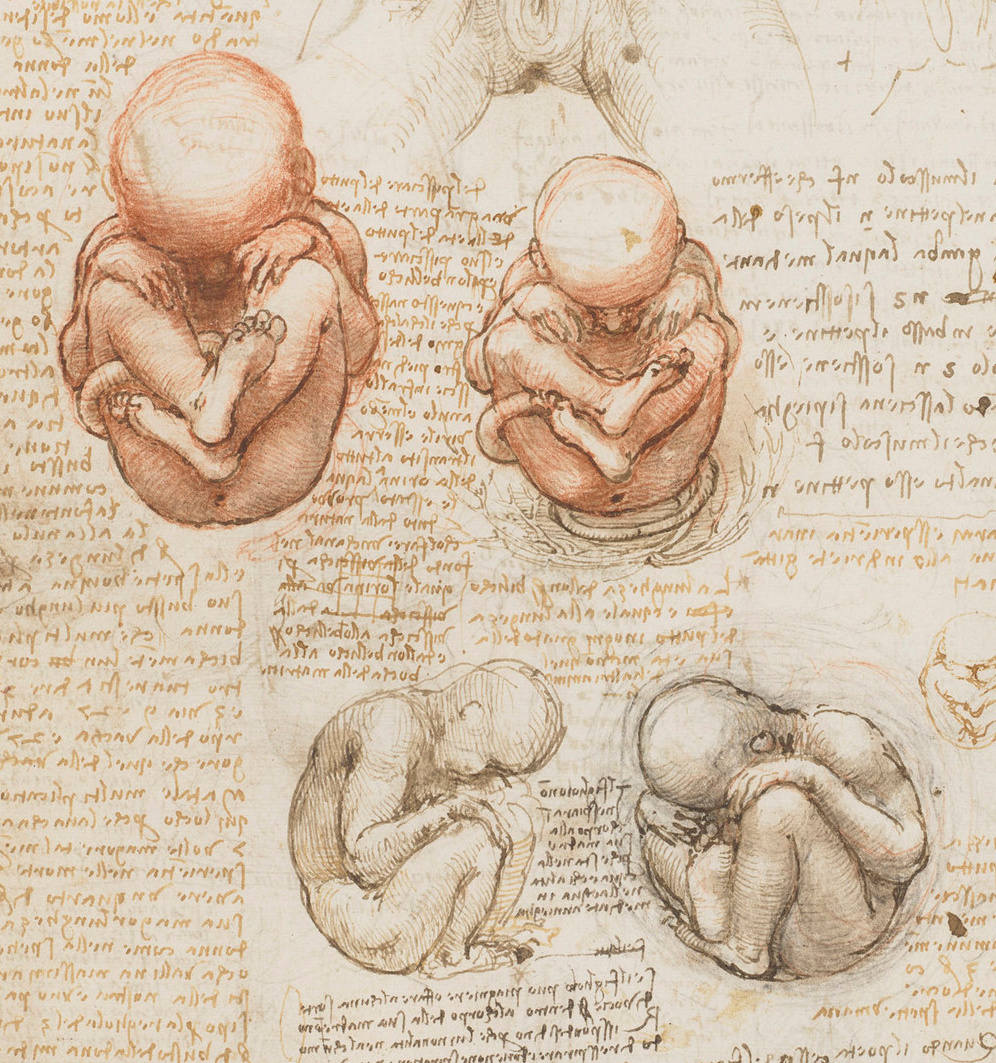
Perspectives d'un fetus en l'úter, obra de Leonardo da Vinci (1510-1512).

La biologia del desenvolupament és la part de la biologia que estudia l'ontogènesi, és a dir, els canvis determinats en els organismes pluricel·lulars, des de la seua concepció fins a la mort.
Aquests canvis es poden estudiar de diverses maneres, incloent entre altres la morfologia, la histologia i la regulació genètica. Es classifiquen principalment en quatre etapes: l'embrió com a entitat independent del medi, l'etapa de larva o fetus, el creixement entre el naixement i l'etapa reproductiva i els canvis entre aquesta i la mort.

## Història
Antigament, els científics només s'ocupaven d'estudiar l'espècie humana. Atribuïren al pare el paper generador i a la mare el de nutrició. Hi ha un paper doble en la generació de l'individu. Depenent de la cultura, donaven més importància a un o a l'altre:
- Germànics: més importància al pare.

Orient mitjà: més importància a la mare.
Hebreus, egipcis...: igual d'importància.
- Antiga Grècia: Ja hi havia més escrits i donaven més importància al pare:
  - Hipòcrates (s. V aC) és el primer a postular el mecanisme de generació. Hi ha dues llavors líquides. La mescla de les dues donaria lloc al començament del desenvolupament. En aquella època començaren les primeres disseccions humanes (en esclaus).

La llavor masculina es formava al cervell, baixava per la medul·la espinal, passava pel ronyó i s'allotjava als testicles. En femelles, la llavor la confonia amb les secrecions vaginals.
- - Aristòtil (s. IV aC): manté la idea d'Hipòcrates, però diu que la llavor femenina és el flux menstrual, ja que en l'embaràs desapareix.

La llavor masculina aporta l'entelèquia (l'esperit, l'ànima…) i el femení aporta la matèria.
Per explicar la determinació del sexe, ho explicava segons les proporcions dels líquids i proposà un mètode per elegir el sexe: si es volia femella, s'empapussava la dona i així hi ha més flux femení; si es vol un xic, la dona havia de passar fam. A més, la major quantitat de força sexual, més possibilitat que isca xic, o també fer-ho amb calor.
- - Heròfil (s. IV aC): Era metge. Fa el primer escrit on s'identifica el lloc de producció de les llavors. Li atribueix als testicles el paper formador de la llavor masculina. Parla del testicle femení com a formador del fruit femení.

Cap als segles IV-III aC: comença a decaure l'imperi grec. Els romans conqueriren els grecs i traduïren els seus textos al llatí. Els romans només feren tasques de recopilació i no aportaren coses noves.
- Antiga Roma:
  - Galé (s. I dC), Galé: va fer una recopilació estrictament mèdica i va crear un manual de medicina. Va demostrar per disseccions que molts animals tenen testicles i ovaris.

Fins al segle xvi no hi hagué més aportacions. És una època fosca per al coneixement biològic.
- Renaixement (s. XVI): es reprenen els treballs de dissecció, ara sobre cadàvers. A mitjan segle hi ha obres que serveixen de base per a reprendre els treballs.

•Falopi i Vesal (meitat s. XVI): Falopi fa un extrem estudi de l'anatomia de vertebrats.
- - Harvey (1650): metge i anatomista avançat. Utilitzava els animals que Carles II d'Anglaterra caçava. Va observar que els cérvols abans de l'època de reproducció, els ovaris estaven unflats i després de l'època, trobava uns ous a l'úter. És el primer a veure ous i no un fluid femení.
  - Stenon (en elasmobranquis) i de Graaf (en humans) van descriure les mateixes circumstàncies en aquests animals que les que observava Harvey. Es veu que el procés és més general. Cometeren un error: interpretaven el fol·licle com a l'ou, confonien la part amb el tot. Era el fol·licle de Graaf. Ja tenien la part femenina explicada.

Perquè es descriguera la part masculina es va haver d'esperar que millorara la resolució òptica.
- - Leeuwenhoek: va construir el primer microscopi. Va descriure el que ell anomenava "animàculs" o animalets (els espermatozoides).

Es va descobrir que hi havia animals que es reproduïen sense que fera falta la intervenció de cap mascle. A causa d'aquest descobriment va nàixer un corrent de pensament biològic anomenada Ovisme o Evisme. Defensaven que tot allò que es necessita per a desenvolupar un ésser es trobava a l'òvul. El fruit masculí disparava el procés.
L'antítesi d'aquest corrent eren els espermistes, que defensaven tot el contrari. Tot el necessari es trobava al cap de l'espermatozou i ho representaven dibuixant un nadó al cap de l'espermatozou.
- - Spallanzani: zoòleg ovista. Va fer uns experiments amb la intenció de demostrar l'ovisme. Primer junta òvuls i espermatozoides de granotes i ixen cullerots. Després calfa el fluid espermàtic i el junta amb els òvuls: no ix res. Més tard, filtrà el fluid i el fluid no fecundava, per tant, no fecunda el fluid sinó els animalets. Aleshores demostra el poder fecundador dels espermatozoides.

Hi havia gent que defensava una postura intermèdia. El pare i la mare aporten molècules complementàries. No tingueren cap èxit.
- - Prevost i Dumas: zoòlegs, el 1824 publicaren un article sobre el poder fecundador dels espermatozoides.
  - Schwan: el 1839 proposa la teoria cel·lular. Tota cèl·lula prové d'una altra cèl·lula

```
"Omnis cellula ex cellula"
```

Es descriu la gametogènesi, la meiosi, l'existència de gàmetes en vegetals (per açò es generalitza la mescla de gàmetes per a forma un nou ésser), es descriu l'amfimíxia (fusió dels dos gàmetes, s'ajunten les molècules complementàries).
Fins a 1953 no es va descriure la fecundació humana.
Aleshores sorgeix la pregunta: està tot format o es forma de nou?
Ací de nou sorgeixen dos corrents alternatives:
- Preformistes: la primera cèl·lula (el zigot) conté tot i sols fa falta créixer.
- Epigenistes: el procés de fecundació dona les condicions òptimes perquè una estructura simple es complique. No hi ha res preformat.

Aquesta polèmica no és nova però es replanteja.
- - Wolff descriu la formació de l'intestí en l'embrió de pollastre. El que al principi és una monocapa de cèl·lules, sofreix un procés d'encorvació i es forma un tub.

Aleshores no hi ha res preformat, demostra l'argument epigenista, hi ha un augment del grau de complexitat. Encara que la informació necessària per al desenvolupament es troba al zigot (preformista), considerem el procés com a epigenista, ja que anatòmicament ho és.
Wolff, Remok i Pander: descriuen les fulles embrionàries (ectoderma, mesoderma i endoderma).
Durant el segle xix es desenvolupà una embriologia descriptiva. Més tard, buscaren la base orgànica d'aquests canvis i ja no es limiten a observa, comencen a manipular.
- Experiències embriològiques:
  - Weismann: observa una zona on el que hi ha no és ni hialoplasma ni plaquetes embrionàries, són les regions polars i estan plenes de grànuls.

A partir de zigots de granota, va eliminar la regió del plasma polar i va esperar a veure què passava. Aparentment no passava res. Eixien granotes anatòmicament normals però eren estèrils, no formaven gàmetes. Ell pensà que hi havia una regió (plasma germinal) de la qual se'n deriven les cèl·lules germinals primordials.
- - Roux (1888)tractava de determinar com es controlava el desenvolupament. Va destruir un blastòmer per calfament per a veure què passava amb l'altre. Sols es va desenvolupar mig embrió. La seua conclusió fou que cada meitat del zigot conté informació per a formar mig embrió.
  - Driesds (1892): Agafà equinoïdeus i després de la segona divisió va aïllar els quatre blastòmers. Segons l'experiment de Roux, s'esperaria obtenir quatre quarts d'embrió, però el que es va obtenir van ser quatre embrions. Açò tirava per terra la publicació de Roux.

Així, van sorgir de nou dos corrents:
- Desenvolupament en mosaic, defensat per Roux. Al dividir-se el zigot, es va repartint la informació.
- Desenvolupament regulatiu, defensat per Diesdrs. Cada blastòmer té tota la informació i la posició relativa entre blastòmers regula la informació que s'expressa.
  - Spemann (1918): és el pare de la biologia del desenvolupament moderna. Demostrà que depenent de l'organisme i el moment del desenvolupament, el desenvolupament és en mosaic o regulatiu.